# George-Daniel de Monfreid

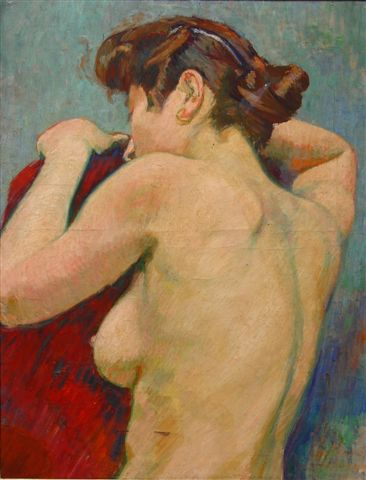
Nudo di schiena, 1906

George-Daniel de Monfreid (New York, 14 marzo 1856 – Corneilla-de-Conflent, 26 novembre 1929) è stato un pittore francese.

## Biografia
George-Daniel de Monfreid nacque a New York da Margherita Barrière - detta Caroline de Monfreid - e da Gidion Reed di Boston, in una famiglia agiata. Suo padre infatti era agente di vendita di diamanti ed era stato a lungo il rappresentante per l'Europa del marchio Tiffany & Co..
Trascorse l'infanzia e l'adolescenza nella proprietà materna di Corneilla-de-Conflent, nei Pirenei, ma non riuscì a superare l'esame di licenza liceale.
Decise allora di dedicarsi all'arte, tentando l'avventura parigina che le condizioni finanziarie della sua famiglia gli potevano largamente permettere. Aggiunse quindi al suo nome George un secondo nome, Daniel, e si trasferì a Parigi per seguire i corsi dell'Académie Julian.
Nell'ambiente artistico ed intellettuale che cominciò a frequentare Monfreid fece amicizia con diversi pittori e poeti, come Paul Verlaine, Victor Segalen, Aristide Maillol e in particolare con Paul Gauguin. Di quest'ultimo George-Daniel diventerà addirittura il confidente, al punto di esserne uno dei biografi.
Agli inizi l'espressione pittorica di Monfreid fu impressionista, per passare poi ad un atteggiamento post-impressionista seguendo la corrente del puntinismo. L'incontro con i componenti del gruppo dei Nabis - ai quali rimase sempre legato e dai quali fu parzialmente influenzato - mutò ancora il suo stile. Ma l'influenza per lui determinante fu quella delle opere di Gauguin, alle quali i suoi lavori si ispirarono considerevolmente.
C'è comunque chi non condivide appieno questa interpretazione. Come Sophie Monneret, che nel suo "Dictionnaire de l'impressionnisme" scrive:
« L'arte di Monfreid è più vicina a quella di Guillaumin o di Pissarro che non a quella di Gauguin. Egli, infatti, ama usare un impasto ricco e forme ampiamente modellate, che esprimono mirabilmente la pienezza delle nature morte di frutta e di fiori »
In età avanzata, e quindi verso la fine della sua carriera, Monfreid fu anche attratto nell'orbita del cubismo di Pablo Picasso.
George-Daniel de Monfreid morì all'età di 73 anni nei luoghi della sua infanzia, la tenuta materna di Corneilla sui Pirenei.
Suo figlio Henry de Monfreid fu uno scrittore e avventuriero.

## Pittore, biografo, collezionista e mecenate
George Monfreid fu al tempo stesso pittore, collezionista d'arte e mecenate. Assieme a Gustave Fayet fu uno dei primi a collezionare le opere di Gauguin, a quel tempo ormai in Polinesia, e di Gauguin fu anche uno dei primi biografi. Pubblicò infatti un saggio dal titolo "Sur Paul Gauguin".
I quadri di Monfreid sono oggi conservati in parte a Parigi, nel Museo d'Orsay e nel Petit Palais, in parte nel Museo d'Arte e Storia di Narbona e in quello di Belle arti di Béziers.
Monfreid non raggiunse mai il livello e la celebrità dei suoi amici post-impressionisti o simbolisti, ma egli ha comunque diritto ad un posto nella storia dell'arte, se non altro per la sua vicinanza e lunga amicizia con Paul Gauguin.

## Galleria d'immagini

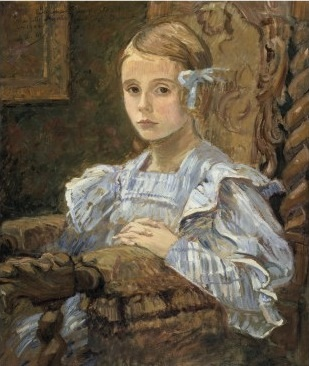
La figlia dell'artista
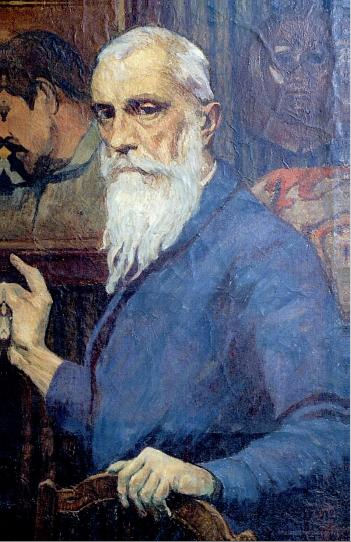
Omaggio a Gauguin
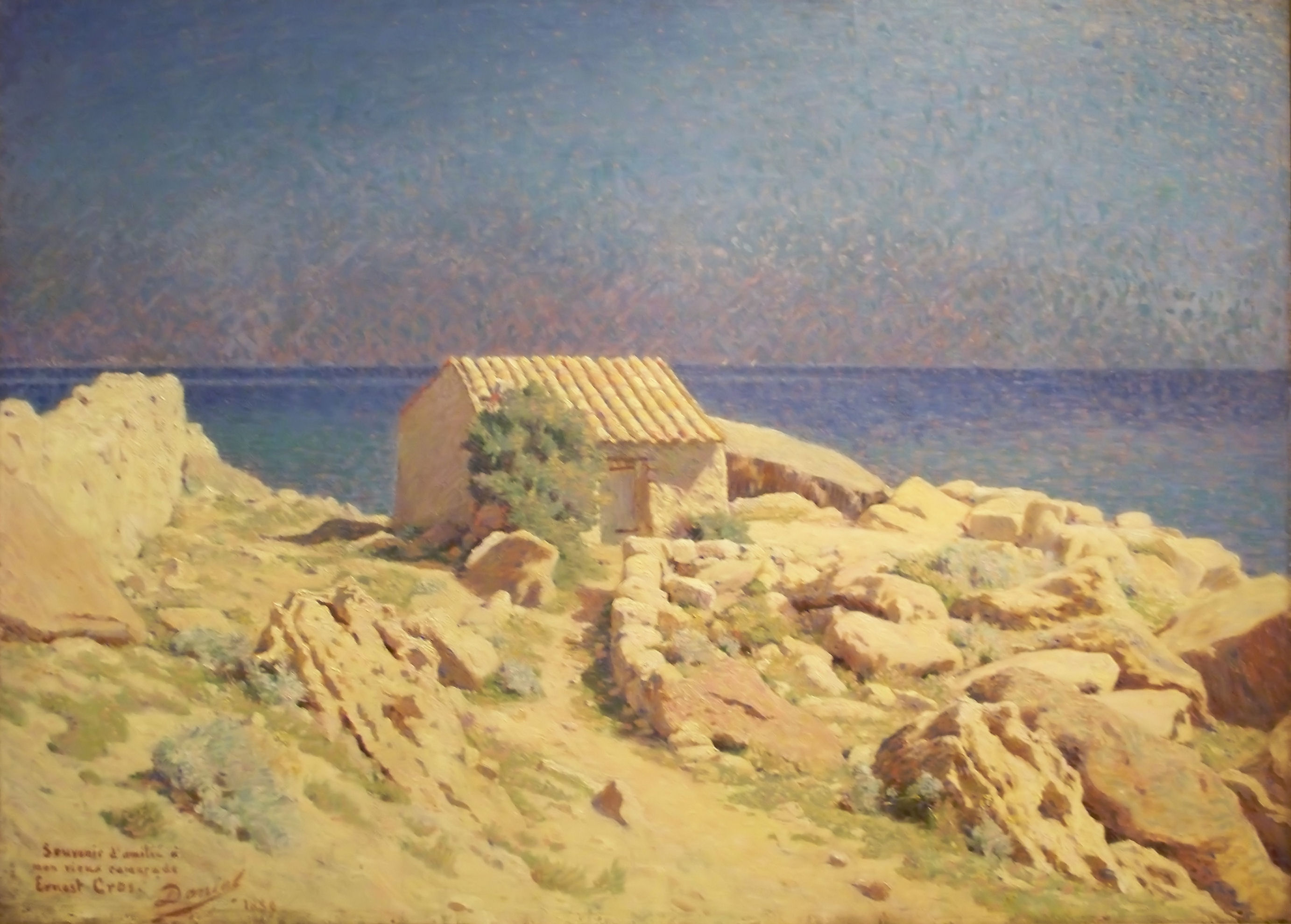
Paesaggio del Roussillon
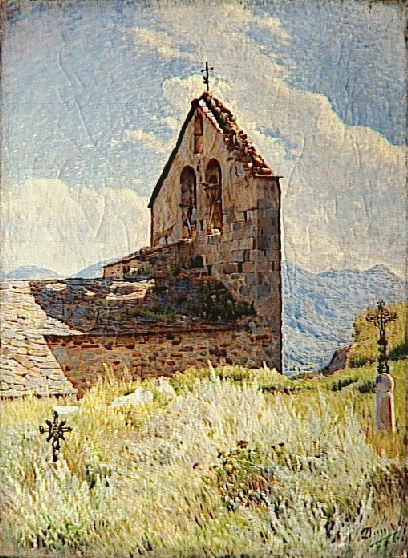
La chiesa di Angoustrine
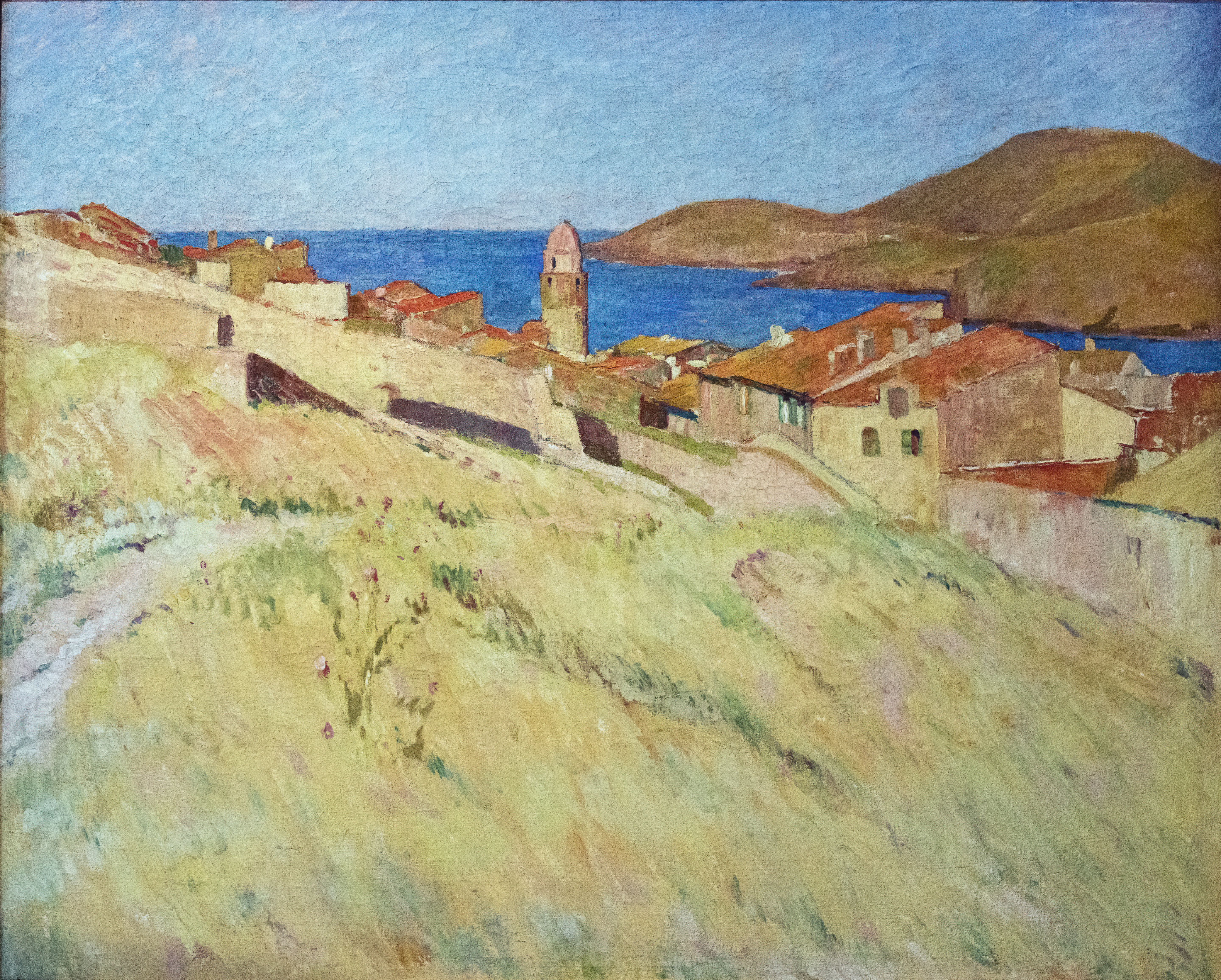
Paesaggio di Collioure